# Yvonne Frost
Yvonne Frost (Los Ángeles, Estados Unidos, 1931) es una figura muy reconocida en la religión Wicca. Junto a su esposo, Gavin Frost, fundó la Iglesia y Escuela de la Wicca.

## Vida
Su familia era bautista y solo unos años antes se había mudado de Cumberland Gap, Kentucky hacia Los Ángles, California donde sufrieron las privasiones de la "Gran Depresión" que azotaba Estados Unidos. La mayor de cuatro hermanos, desde la niñez Yvonne aprendió lo que son la frugalidad y la economía. 
Durante sus años de la adolescencia, Yvonne comenzó a cuestionar su fe bautista. Comenzó un extenso estudio de religiones comparadas. Reclamaba que en la historia de su familia había dos líneas de brujas, una de Cumberland Gap, Kentucky y otra de Clan Gunn en Escocia. 
En 1950, Yvonne se casó con un militar. Su matrimonio duró diez años, una parte de ellos estacionados en Alemania. Luego de finalizado su matrimonio en 1960, Yvonne comenzó un curso de destrezas secretariales en Fullerton Junior College en California. Se graduó en 1962 y comenzó a trabajar para una compañía aeoespacial en Anaheim, California.
Justo para esa época, Yvonne exploraba diversos caminos espirituales. El primero que experimentó fue el budismo, el cual encontró demasiado pasivo para sus necesidades espirituales. Entonces se envolvió en el espiritismo y asistió a un número de sesiones espiritistas. Yvonne alega que su primer guía espiritual fue el doctor Alfred Russel Wallace, quien junto a Darwin, fueron los primeros en desarrollar la teoría de la evolución. 
En 1968 conoció a Gavin Frost. Gavin se convirtió en el jefe del jefe de Yvonne, éste le pidió mecanografiar y editar su libro "Pagans of Stonehenge" (Paganos de Stonehenge). De esta manera Yvonne descubrió su verdadero camino espiritual, la brujería. Con intereses religiosos similares, Yvonne y Gavin Frost se volvieron amantes y juntos estudiaron desarrollo psíquico con un maestro espiritista. Yvonne estudió sobre la religión pagana celta y fue iniciada en la tradición céltica. 
En 1969 se mudó junto a Gavin Frost a San Luis (Misuri). Tuvieron una hija llamada Bronwyn y en [1970] se casaron. Juntos escribieron el libro "The Witche's Bible" (La Biblia de las Brujas), mas no encontraron quien lo publicara. Yvonne se dedicó a reorganizar ellibro en una serie de lecturas, las cuales usaron para un curso por correspondencia. Así nace la Escuela de la Wicca. Esta escuela fue promocionada en revistas a través de Estados Unidos y pronto ganó popularidad y una matrícula regular de estudiantes.
Los siguientes años fueron usados por el matrimonio Frost para lograr reconocimiento legal para la Escuela como una iglesia y organización sin fines de lucro. Para satisfacer los requerimientos burocráticos, definieron la filosofía de la Iglesia de la Wicca en seis puntos:
- La Rede Wicca.
- Poder a través del Conocimiento.
- Ley de Atracción y de la vuelta triple.
- Armonía con el universo.
- Reencarnación.
- El círculo representando el espíritu y las deidades.

Yvonne y Gavin Frost han aparecido en gran cantidad de programas radiales y televisivos, así como en periódicos y revistas a través de Estados Unidos. Juntos publicaron "State of Oregon Prisoner’s Handbook for Wicca" y crearon la publicación "Survival" dedicada a la Wicca.